# 러시아 컵

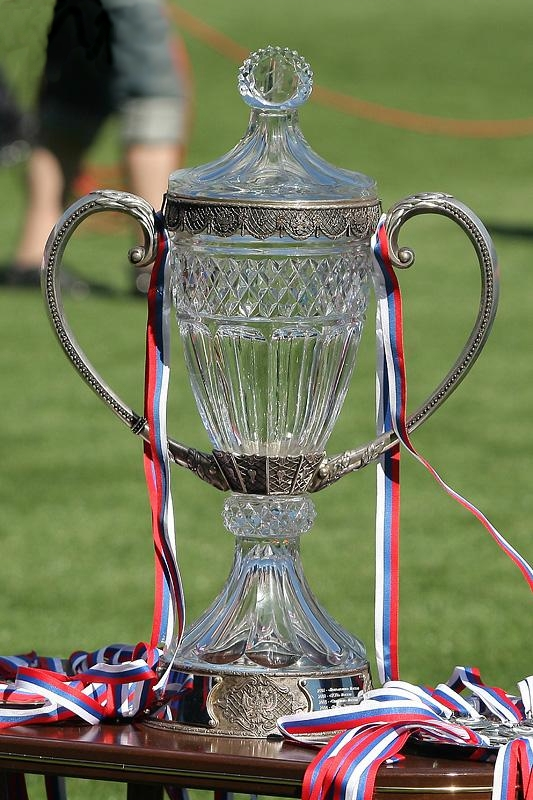

러시아 컵(러시아어: Кубок России 쿠보크 로시[*])은 매년 토너먼트 형식으로 열리는 러시아의 축구 대회이다. 러시아 프리미어리그, 러시아 1부 리그, 러시아 2부 리그의 모든 클럽들이 러시아 컵에 참가하고 아마추어 클럽들도 일부 참가한다.

## 대회 구성
대회는 녹아웃 토너먼트 형식으로 진행된다. 2부 리그 팀들은 1024강전, 512강전, 128강전 등 이 세 회전에 나뉘어 참여한다. 이는 2부 리그의 각 지역별 클럽팀의 숫자에 따라 결정된다. 1부 리그 팀들은 64강전부터 참여하고, 프리미어리그 클럽들은 32강전부터 참가한다. 모든 경기는 단판승부제이다. 결승전은 단판으로 모스크바에서 열린다. 1회전 경기는 보통 4월에 시작되고 결승전은 다음 해 5월에 열린다. 따라서 러시아 컵은 여타 유럽 리그처럼 2년에 걸쳐 진행된다.

## 결과
| 시즌    | 우승                       | 결과                       | 준우승                      | 장소                         |
| ------- | -------------------------- | -------------------------- | --------------------------- | ---------------------------- |
| 2008-09 |                            |                            |                             |                              |
| 2007-08 | PFC CSKA 모스크바          | 2 - 2 연장전, 4-1 승부차기 | FC 암카르 페름              | 모스크바 로코모티브 스타디움 |
| 2006-07 | FC 로코모티브 모스크바     | 1 - 0 연장전               | FC 모스크바                 | 모스크바 루즈니키 스타디움   |
| 2005-06 | PFC CSKA 모스크바          | 3 - 0                      | FC 스파르타크 모스크바      | 모스크바 루즈니키 스타디움   |
| 2004-05 | PFC CSKA 모스크바          | 1 - 0                      | FC 힘키                     | 모스크바 로코모티브 스타디움 |
| 2003-04 | FC 테레크 그로즈니         | 1 - 0                      | FC 크릴리야 소베토프 사마라 | 모스크바 로코모티브 스타디움 |
| 2002-03 | FC 스파르타크 모스크바     | 1 - 0                      | FC 로스토프                 | 모스크바 로코모티브 스타디움 |
| 2001-02 | PFC CSKA 모스크바          | 2 - 0                      | FC 제니트 상트페테르부르크  | 모스크바 루즈니키 스타디움   |
| 2000-01 | FC 로코모티브 모스크바     | 1 - 1 연장전, 4-3 승부차기 | FC 안지 마하치칼라          | 모스크바 디나모 스타디움     |
| 1999-00 | FC 로코모티브 모스크바     | 3 - 2 연장전               | PFC CSKA 모스크바           | 모스크바 디나모 스타디움     |
| 1998-99 | FC 제니트 상트페테르부르크 | 3 - 1                      | FC 디나모 모스크바          | 모스크바 루즈니키 스타디움   |
| 1997-98 | FC 스파르타크 모스크바     | 1 - 0                      | FC 로코모티브 모스크바      | 모스크바 루즈니키 스타디움   |
| 1996-97 | FC 로코모티브 모스크바     | 2 - 0                      | FC 디나모 모스크바          | 모스크바 토르페도 스타디움   |
| 1995-96 | FC 로코모티브 모스크바     | 3 - 2                      | FC 스파르타크 모스크바      | 모스크바 디나모 스타디움     |
| 1994-95 | FC 디나모 모스크바         | 0 - 0 연장전, 8-7 승부차기 | FC 로토르 볼고그라드        | 모스크바 루즈니키 스타디움   |
| 1993-94 | FC 스파르타크 모스크바     | 2 - 2 연장전, 4-2 승부차기 | PFC CSKA 모스크바           | 모스크바 루즈니키 스타디움   |
| 1992-93 | FC 토르페도 모스크바       | 1 - 1 연장전, 5-3 승부차기 | PFC CSKA 모스크바           | 모스크바 루즈니키 스타디움   |

## 클럽별 우승 횟수
| 클럽                    | 횟수 | 우승 연도                    |
| ----------------------- | ---- | ---------------------------- |
| 로코모티브 모스크바     | 5    | 1996, 1997, 2000, 2001, 2007 |
| CSKA 모스크바           | 4    | 2002, 2005, 2006, 2008       |
| 스파르타크 모스크바     | 3    | 1994, 1998, 2003             |
| 테레크 그로즈니         | 1    | 2004                         |
| 제니트 상트페테르부르크 | 1    | 1999                         |
| 디나모 모스크바         | 1    | 1995                         |
| 토르페도 모스크바       | 1    | 1993                         |